# チチタケ属
チチタケ属（Lactarius (DC.) Gray）は、担子菌門ハラタケ綱のベニタケ目ベニタケ科に属するキノコの属の一つ。

## 形態
子実体はかさと柄とからなり、大小さまざまで、かさの径5mm程度、全体の高さ1cmほどの小形種から、かさの径30cmにも達する大形種まで知られている。多くの種で、成熟するとかさの中央部が大きくくぼみ、あるいは漏斗状に反転する。
かさの色調はさまざまで、白色・黒褐色・赤褐色・橙褐色・紫褐色・帯オリーブ褐色・肌色などのものが多いが、ベニタケ属のものほど鮮明な色を呈するものは少ない。かさの表面には、しばしば年輪状の環紋（かんもん zonation）をあらわし、あるいは厚いゼリー状の粘液層におおわれることもある。
ひだは多くのものではかなり密であるが、中には非常に疎生する種もみられる。その色調には、白色ないしクリーム色のものが多い。
肉は一般に堅くて脆く、砕けやすい。通常、傷をつけると乳液を分泌する性質があり、その量や色調・味などとともに、乳液が空気に触れた場合に起こる変色パターンとそれに要する時間などが種レベルでの同定に重視されている。また、肉に、カレー粉臭・ココナッツ臭・干し魚臭などと表現される特有のにおいを持つ種も知られている。
柄は白色・肌色・橙褐色・淡黄色などを呈し、ほとんどの場合はつばやつぼを欠いており、柄の内部はしばしば完全に中空である。
胞子は広楕円形～類球形で、ほぼすべての種類において、その表面に網目状隆起やとげ状突起などの紋様を備えている。これらの紋様は、ヨウ素を含む溶液によって青黒く染色される。なお、胞子紋の色調は、ほとんどの種類で白色ないしクリーム色あるいは黄色を呈し、桃色・濃褐色・黒紫色・黒色などの胞子紋を有する種類は知られていない。

## 生態
多くは生きた樹木の細根と共生する菌根菌である。そのため、一般に培養は困難であり、商業的な栽培法も確立されていない。外生菌根を形成する相手となる樹木としては、北半球においてはマツ科・ブナ科・カバノキ科・ヤナギ科などが挙げられ、南半球ではナンヨウスギ科（ナンヨウスギ属）・フタバガキ科・フトモモ科（ユーカリ属）などが主である。宿主選択性が非常に強い種と、さほど強くなく、さまざまな樹木に菌根を形成する種とが存在する。

## 分布
極圏あるいは高山帯から熱帯雨林にいたるまで、外生菌根を形成する相手となる樹木の分布に随伴してかなり広く分布する。

## 人間との関連
辛味を持たない種類の中には食用として利用されるものがあり、日本ではハツタケ・チチタケなどが親しまれ、欧州ではアカモミタケの近縁種が市販されている。致命的な猛毒種は少ないといわれているが、辛味を持つ種では、胃壁を強く刺激する可能性があり、そのような種は食用としてあまり推奨できない。ただし、一部の地方では、著しい辛味を持つチチタケ類を細かく刻み、流水でさらして辛い乳液を抜いてから利用している。また、辛味成分が一般には高熱に弱いことを利用し、沸点の高い油脂で炒めて食用にする場合もある。

## 下位分類
同定に際しては、子実体の肉眼的形態とともに、その味やにおい・傷つけた時の変色パターン・発生環境（発生地周辺の樹種）などが重要視されている。日本産チチタケ属の分類の一例を以下に示す。
- ヒメシロチチタケ節（Sect. Panuoidei）・・・子実体は一般にごく小型で、柄は偏心生：ときに寄生性。
  - ヒメシロチチタケ（Lactarius uyedae Sing.）
- チチタケ節（Sect. Dulces）・・・かさや柄の表面に、厚い壁を備えた円錐状ないし槍状のシスチジアを有する。
  - チリメンチチタケ（Lactarius corrugis Peck）
  - ヒロハチチタケ（Lactarius hygrophoroides Ber;. & Curt.）
  - チチタケ（Lactarius volemus (Fr.:Fr.) Fr.）

- クロチチタケ節（Sect. Plinthogali）・・・かさは乾性または僅かに粘性：乳液は量が少なく、しばしば桃色・紫色などに変色する性質がある。
  - ハイイロカラチチタケ（Lactarius acris (Bolt.:Fr) Gray）
  - ケショウシロハツ（Lactarius controversus (Pers.:Fr.) Fr.）
  - ウスズミチチタケ（Lactarius fuliginosus (Fr.:Fr.) Fr.）
  - クロチチダマシ（Lactarius gerardii Peck）
  - クロチチタケ（Lactarius lignyotus Fr.var.lignyotus）
  - フチドリクロチチタケ（Lactarius lignyotus Fr.var.marginatus (A.H.Smith et Hesler) Hesler & A.H.Smith）
  - ヒロハチャチチタケ（Lactarius ochrogalactus Hashiya）
  - ウスイロカラチチタケ（Lactarius pterosporus Romagn.）
  - ヒロハウスズミチチタケ（Lactarius subplinthogalus Coker）

- ツチカブリ節（Sect. Albati）・・・子実体は一般に白色：乳液は変色しないかあるいは淡灰緑色に変色する性質があり、多量に分泌され、著しく辛い。
  - アオゾメツチカブリ（Lactarius glaucescens Crossland）
  - ツチカブリ（Lactarius piperatus (Scop.:Fr.) Gray）
  - ケシロハツモドキ（Lactarius subvellereus Peck）
  - ケシロハツ（Lactarius vellereus (Fr.) Fr.）

- ヒメチチタケ節（Sect. Russulares）・・・子実体は褐色・橙褐色・赤褐色・帯紫褐色などを呈し、かさには時に不明瞭な環紋（かんもん zonation）をあらわす：乳液には通常は著しい変色性はなく（まれに暗赤褐色ないし褐色に変わるものもある）、無味または弱い苦味あるいは辛味がある：かさの表皮は偽柔組織状の構造を有する。また、子実体にはしばしば特有の香気がある。
  - ニセヒメチチタケ（Lactarius camphoratus (Bull.) Fr.）
  - ヤミイロタケ（Lactarius glyciosums (Fr.:Fr.) Fr.）
  - アカチチモドキ（Lactarius helvus (Fr.:Fr.) Fr.）
  - アキノアシボソチチタケ（Lactarius obsculatus (Lasch) Fr. f. japonicus (Hongo) Hongo）
  - ヒロハチャチチタケ（Lactarius ochrogalactus Hashiya in Wang, Hashiya & Verbeken）
  - チョウジチチタケ（Lactarius quietus (Fr.:Fr.) Fr.）
  - アカチチタケ（Lactarius rufus (Scop.:Fr.) Fr.）
  - ヒメアイイロチチタケ（Lactarius sakamotoi S. Imai）
  - ニオイワチチタケ（Lactarius subzonarius Hongo）
  - ヒメチチモドキ（Lactarius tabidus Fr.)

- カラハツタケ節（Sect. Lactarius）・・・かさの表面は多少とも（あるいは著しく）粘性を有する：乳液は多少とも辛味があり、しばしば黄色・紫色・淡青緑色などに変色する性質がある。また、時に、かさの縁に綿毛状の外被膜片が残る。
  - ウメネズチチタケ（Lactarius akanensis S. Imai）
  - ウスキチチタケ（Lactarius aspideus (Fr.: Fr.) Fr.）
  - キチチタケ（Lactarius chrysorrheus Fr.）
  - ヒロハシデチチタケ（Lactarius circellatus Fr.f.distanifolius Hongo）
  - ヌメリハツ（Lactarius glutininitens　Har. Takahashi）
  - ヌメリアカチチタケ（Lactarius hysginus (Fr.Fr.)Fr.）
  - ウグイスチャチチタケ（Lactarius necator (Bull.:Fr.) P.Karst.）
  - カラマツチチタケ（Lactarius porninsis Rolland）
  - シロカラハツタケ（Lactarius pubescens (Fr.) Fr.）
  - ムラサキイロガワリハツ（キイロケチチタケ）（Lactarius representaneus Britz.）
  - キカラハツタケ（Lactarius scrobiculatus (Scop.:Fr.) Fr.）
  - ムラサキカラハツ（Lactarius speciosus (Burl.) Sacc.）
  - カラハツタケ（Lactarius torminosus(Schaeff.:Fr.)Gray）
  - キハツダケ（Lactarius tottoriensis Matsuura）
  - キハダチチタケ（Lactarius trivialis (Fr.: Fr.) Fr.）
  - トビチャチチタケ（Lactarius uvidus (Fr.: Fr.) Fr.）
  - コキハダチチタケ（Lactarius vietus (Fr.) Fr.）
  - ウズハツ（Lactarius violascens (Otto:Fr.)Fr.）

- ハツタケ節（Sect. Dapetes）・・・かさはやや粘性を示し、乳液は量が少なく、しばしば青色ないし青緑色に変色する性質があり、通常は辛味はない：アズレン系の色素を含み、一般には針葉樹に外生菌根を形成する。
  - アカハツ（Lactarius akahatsu Tanaka）
  - アカハツモドキ（Lactarius deterrimus Gröger）
  - ルリハツタケ（Lactarius indigo (Schw.) Fr.もしくは Lactarius subindigo Verbeken et E. Horak [3] ）
  - アカモミタケ（Lactarius laeticolor (Imai) Imaz.）
  - ハツタケ（Lactarius lividatus Berk.& Curt.）